# ナイラ証言
ナイラ証言（ナイラしょうげん、Nayirah testimony）とは、イラクによるクウェート侵攻の後、「ナイラ」を名乗る少女が行った証言。
イラク軍兵士がクウェートにおいて、新生児を死に至らしめていると涙ながらに述べたこの証言により、国際的に反イラク感情とイラクへの批判が高まり、湾岸戦争の引き金ともなった。しかし後に「ナイラ」なる女性は存在せず、クウェート・アメリカ政府の意を受けた反イラク扇動キャンペーンの一環であったことが判明し、今ではプロパガンダの一例としてしばしば取り上げられる。

## 概要
サウード・ナシール・アル・サーウド・アル＝サバー駐米大使娘の「ナイラ」なる女性（当時15歳）が1990年10月10日アメリカ合衆国議会議会人権委員会にて行った。イラクによるクウェート侵攻後、「イラク軍兵士がクウェートの病院から保育器に入った新生児を取り出して放置し、死に至らしめた」、その経緯を涙ながらに語った事で知られる。国際的な反イラク感情とイラクへの批判が高まって、無関係に近かったアメリカを中心にイラクへの攻撃支持世論が喚起されることとなる。
「証言」は裏付けの取れたものと国際的に認識されていたが、クウェート解放以後マスコミが同国内に入り取材が許された結果、虚偽の「証言」であった事が発覚した。また、1992年に「ナイラ」なる女性は苗字がアッ＝サバーハ（al-Ṣabaḥ、アラビア語:الصباح）であり、当時クウェート駐米大使であったサウード・アン＝ナーセル・アッ＝サバーハの娘だった事実が明らかになった。その上、証言自体がイラクから攻撃を受けて劣勢だったクウェート政府とヒル・アンド・ノウルトンによる自由クウェートのための市民運動の反イラク国際世論扇動のために行った広報キャンペーンの一環であったことが判明した。アメリカ合衆国大統領、上院議員や、各国のマスメディアに「証言」は幾度となく引用され、反イラク世論喚起どころか世論の高まりを受けたアメリカ参戦で敵対国イラク壊滅などクウェート政府によるプロパガンダとして大成功であった。この「証言」はアメリカ政府が目的としていた湾岸戦争の火付け役となり、「女性や子供の証言」「現地で現場を見た被害者は嘘をつかない」との人々の根強い思い込みを背景に、弱者側が女性又は子供を利用したプロパガンダの例として引用される。

## 背景

### 新生児についての証言
イラクによるクウェート侵攻及び占領以後、これに乗じた略奪行為が数多く報じられた。その最中の1990年9月2日、ハビエル・ペレス・デ・クエヤル国連事務総長宛に、モハンマド・A・アブハッサン同クウェート代表から、次のような一通の手紙が届けられた。

クウェートのイラク占領当局による国際法をことごとく踏みにじる行為や、クウェート政府を通じて我々に提供される確固たる情報を踏まえ、我々は史上類を見ない出来事、すなわちクウェートを荒らし、略奪するべく仕掛けられたイラク占領当局の作戦に注意を引くことを願います。この作戦は実際に家屋や工場、店舗や病院、学校や大学といった教育機関のみならず、国家や自治体、民間機関や個人の所有する財産を含む、クウェート国内の資産を完全に奪い去るものでしかない以上、似たような如何なる出来事と比較したり、正確に説明することは不可能です。クウェートで起こっている事は、その目的に向けた国家による強盗に他なりません。

手紙の中でアブ=ハッサンは、「レントゲン装置やスキャナーなど、公私を問わず病院からあらゆる設備が盗まれた」とも述べている。なお、略奪行為については、避難民が「エアコンやコンピュータ、黒板や机の他、保育器や放射線装置までをも狙って、兵士が社屋や学校、病院に押し入った」と再度語ることとなる。また、ダグラス・ハード英外務大臣も「人目に憚られる方法で略奪や破壊の限りを尽くしている」と総括。いずれにせよ保育器の略奪は、未熟児が放り出されたり、その結果死に至るものであったことから、メディアの注目を集めた。
同年9月5日、亡命中のアブドゥル・ワッハーブ・アル=フォーザンクウェート保健大臣は、サウジアラビアタイーフで開かれた記者会見にて「侵攻以後、イラク軍兵士が国内の全病院や医療機関を事実上掌握」、「患者を追い出し病院からハイテク機器や救急車、薬品や血漿を計画的に略奪した」ために22名の未熟児が命を落としたと発言した。ワシントンポストは新生児の話の起源について、次のように記している。

ロンドンでその手紙を受け取った建築家のフダ・バハーによると、先月末ヨーロッパ人外交官により密出国した公衆衛生省高官から寄せられた手紙に因るものであった。なお、その内容はクウェート人小児科医ファウジア・サイェーが亡命者などから収集した情報が追加されている。
その手紙はイラク軍兵士が複数の病院から患者を立ち退かせ、癌や透析、糖尿病の治療に必要不可欠な設備を接収したと主張。バハーやサイェーは、イラク軍兵士がアラブの金融機関によって20億ドルを越えると言われる現金や金、自動車や宝石の一部をバグダッドへ運び出したとも述べている。また、持ち出された設備の中には保育器22台もあったという。

ワシントンポストはイラクが域内の立ち入りを禁じ、外交官を強制的に隔離したとも報じた。
国連事務総長宛ての手紙はもう一つあり、アブハッサンはフォーザンの主張を次のように幾度も繰り返した。

我々は、クウェートの保健機関からの確たる情報源に基づき、イラク占領当局が人道に対する罪に値する惨たらしい犯罪を実行しているという事を知っています。産院から未熟児用の保育器が持ち出され、療育中の新生児は皆命を落としました。

手紙は新生児が何名死亡したか明らかにしていないものの、翌日にはメディアがその内容を一斉に報じた。
また、「自由クウェートのための市民運動」総裁がガス・ヤトロン下院議員に対し、クウェートの惨状を文書で伝えた他、ジャービル・アル＝アフマド・アッ＝サバーハクウェート首長とジョージ・H・W・ブッシュによる会談でも、イラク軍が保育器をイラクへ送った事が議題に上った。会談後のジャービルの回想によると、ブッシュは「イラク軍の攻撃により、嘗て平和かつ安全であった国が略奪に遭い、人々は拷問を受け、殺害さえされている」として、「イラクの指導者らは、アラブ連盟及び国際連合の加盟国で、国際的にも認知されている主権国家を、地図上から消し去ろうとしている」と発言したという。
その後、10月9日にブッシュが記者会見の中で次のように述べている。

（国家安全保障問題担当大統領補佐官の）ブレント・スコウクロフトが大層、首長に関して発言していました。私も首長が我々に伝えた話の中に、物理的な破壊のみならず、アムネスティ・インターナショナルによって裏付けられた事態に関心があります。透析患者から奪った機器をイラクに輸送し、新生児が放り出された保育器をバグダッドへ送るなど、信じられない事ばかりです。今や、こうした話がどれ程信憑性があるか分からないものの、首長は本心から話していたに違いありません。また、アムネスティ・インターナショナルによる報告も受けましたが、それは痛ましいものでした。

### 広報
ほとんどの広告業者は当初、広告で中東危機を訴えようとはしなかった一方で、通信社を始めとする情報産業が上述の通りクウェート侵攻を報じていた。また、自由クウェートのための市民運動は100万ドルでヒル・アンド・ノウルトンと契約、キャンペーンを委託した。

### 自由クウェートのための市民運動
自由クウェートのための市民運動は、クウェート大使館が設立しタイムズニュース社が執筆を行いワシントンD.C.に本部を置く草の根市民運動を偽装して宣伝活動を行う（アストロターフィング）広報委員会であった。同委員会は大使館舎の一角を占めたものの、大使館からは独立して業務を行った。

### ヒル・アンド・ノウルトン
ヒル・アンド・ノウルトンは1990年、ニューヨークでクウェートからの亡命者と接触した後に自由クウェートのための市民運動に参画。国家的キャンペーンの目的はイラクの独裁者たるサダム・フセインによるクウェート侵攻についてアメリカ国内で世論を喚起することにあった。100万ドルを費やし、強硬な手段に向けた支持を勝ち取る最善策を決める研究に着手。研究によると、暴虐とりわけ保育器の話が最も影響がある事が分かった。なお、広報キャンペーンにはクウェートから1200万ドルの資金提供を受けたとされる。

### 連邦議会人権委員会
トム・ラントス民主党下院議員とジョン・ポーター共和党下院議員が委員長を務め、ヒル・アンド・ノウルトンにワシントン本部として、3000ドルという破格の安値で土地を貸し出した。

## 証言
10月10日、ナイラはトム・ラントス下院議員の計らいにより、アメリカ合衆国議会議会人権委員会にて最後に証言を行った。6分程度にわたる口述において次のように発言した。

私は12人の女性とともにアッ=ラダン病院でボランティアをしていました。私が最年少のボランティアで他の女性達は20-30歳でした。イラク軍兵士が銃を持って、病院内に押し入るのを目にしました。保育器から新生児を取り出し保育器を奪うと、冷たい床に新生児を放り出し死なせてしまいました。（泣きながら）怖かったです。

ナイラは口述の中で何名の新生児が保育器にいたのか明言していないが、ヒル・アンド・ノウルトンから渡された「台本」には、「イラク軍兵士が銃を持って病院内に押し入り、15名の新生児が保育器に入っている部屋に乗り込むのを目にしました。」と書かれてあった（証言では述べられず）。
集会の共同議長であるジョン・ポーター下院議員は8年間に及ぶ職務の中でこのような「惨たらしく非人間的で残虐な仕打ち」は聞いた事がないとしている。証言は最も劇的なものとされた。

### ヒル・アンド・ノウルトン
ナイラ証言がどの位指導を受けたかは不明。文面のみ手ほどきを受けたとされるものの、「目撃談を『提供』し、証言を『執筆』し、効果的な目撃談を『指導』した」事は明らかである。

## 影響
ナイラ証言が広く喧伝されると、集会の様子を撮影したヒル・アンド・ノウルトンは、全米に約700のテレビ局を擁するメディアリンクへビデオを配給。当日夜、証言の一部がABC及びNBCのニュース番組で放映され、数千万人のアメリカ国民が視聴したという。また、上院議員7名が武力行使を支持する演説の中でナイラ証言を引用している。ブッシュ大統領もその後数週間のうちに少なくとも10回は証言を繰り返した。暴虐の証言は湾岸戦争参戦に対する国民の支持を取り付ける切っ掛けとなった。

## 当初の反応

### 「確証」
1991年1月13日、サンデータイムズがアリ・アッ=ルワリなる医師による92名が死亡したとの証言を報じた。

### イラク
ナイラ証言を否定しており、10月16日にはラティーフ・ナッシーフ・アル=ジャセム情報大臣が「超大国の大統領たる者、言葉には注意してほしい」と通信社に伝えた。

### クウェート訪問者
10月21日、ジャーナリストがイラク情報省の執りなしによりクウェートを訪れたが、現地の産院の医師らは保育器の件を否定。その上、同国保健省のイラク本部長であるアブドゥル=ラーマン・モハンマド・アッ=ルゲイリーはクウェート訪問時に、「バグダッドは侵攻後、国内の14病院などに1000名の医師のほか、薬品を送った」とまで述べている。

## 暴露
クウェート解放直後の1991年3月15日、ABC記者のジョン・マーティンは「クウェートの看護師や医師の多くが、業務を停止し亡命した際に未熟児ら患者は確かに死亡した」と報告したが、イラク軍が「病院の保育器を盗んでもいなければ、数百名の新生児を放置し死なせてもいないのはほぼ確実」である事が発覚。翌年1月6日にはニューヨーク・タイムズが、『ナイラを忘れるな、クウェートの証言？』と題するジョン・マッカーサーの署名入り記事を掲載する。マッカーサーはナイラが当時、クウェート駐米大使を務めていたサウード・ナシール・アル＝サバーの娘である事を暴露。「保育器の件は軍事行動を支持するか否かについての国内の議論を酷く歪めてしまった」と述べた上で、「彼ら（ラントス・ポーター両下院議員）の行動が利害の明白な衝突を決してもたらさないのであれば、あるいは最悪1990年10月の時点でナイラなる人物が実際は誰であったのかを知っていれば、ヒル・アンド・ノウルトンとの特別の関係が、連邦議会での調査を促したのではないか」と疑問を呈した。マッカーサーは同年4月、この記事によりワシントンマンスリーから月間ジャーナリズム賞を、1993年にはメンケン賞を受けた。

## 捏造発覚以後の反応

### ヒル・アンド・ノウルトン
1992年1月15日、ヒル・アンド・ノウルトンの最高経営責任者であるトマス・E・エイドソンが、マッカーサーが呈した疑問点について、ニューヨーク・タイムズへ投書を送る。エイドソンは「我が社は決して信憑性の薄い証言を捏造しようとしたのではありません」と前置きした上で、「彼女のクウェートからの亡命後に証言した時点では正確性に異論を挟む理由はありませんでした」と説明。
投書はイラク軍兵士が保育器から新生児を取り出したというナイラの証言は国連安保理以前にイブラヘーム・ベフベハニ赤十字社総裁が捏造したものであること、メディアは当時クウェート国内に戻れなかったため「解放まで避難民の話を直接吟味する術が無かった」としている。こうして、「ナイラの信憑性は彼女が医師か教師であったならば疑問も呈されまい」し、クウェートとの仕事は「公共の利益は公平に」という社の基準も満たしていると結論付けた。
同年8月には社のイメージを一新するため、ハワード・パスターがロバート・K・グレイに替わりワシントン事務所のゼネラルマネージャーに就任。批判は、ヒル・アンド・ノウルトンが「自由クウェートのための市民運動」なる偽装市民団体を立ち上げ、その後疑問点の多い証拠や疑わしい目撃談を用いて世論のみならずアメリカや国連の政策にも影響を与えた事にも向けられた。
ヒル・アンド・ノウルトンが自由クウェート市民のために取った行動は、国際商業信用銀行やサイエントロジー、カトリック教会による反中絶キャンペーンなど、他の議論ある主要クライアントのための広報とともに、パブリック・リレーションズについて倫理的問題を引き起こした。問題自体は新しくないものの、事の重大さから嘗てのものに比して強力であった。

### トム・ラントスの反応
あるインタビューで、ナイラの家族や友人を保護するために父親の要望に応え素姓を隠していたと発言。一方、「メディアが偶然、彼女に焦点を当てただけだ。彼女が証言していなければ他の誰かに焦点を当てていただろう」として、罪には当たらないとした。
また、次のようにも述べている。

クウェート大使館を通じて委員会にもたらされた「目撃談」が全くの虚偽とは思わなかった。彼女の話が真実ではないのは議論の余地がないけれども、重要なのはそれではない。ナイラ証言が徹頭徹尾作り話と仮定しても、膨大な人権侵害を決して減じるものではないという事を。

その後、トム・ラントスは1992年1月27日にニューヨーク・タイムズへ寄せた「クウェートが暴虐のシナリオを書いた」と題する投書の中でマッカーサーの主張に答えた。「マッカーサー氏の記事は、ペルシャ湾岸戦争の歴史を書き換えようとする皮肉屋にしか役立たない」と批判。「少女がイラクによる侵攻当時クウェートにいさえせず、身の毛がよだつような出来事はアメリカの広告業者が考え出したものであるというのは悪意ある当てこすりに過ぎない」とした。また、「ナイラがクウェート大使の娘であるという事実により、目撃談がより信頼の置けるものとなった。彼女の大使館や政府との関係は信憑性を強化した」と主張。「イラクによる無数の人権侵害が証拠として残っている以上、暴虐を捏造する必要は無いし逆効果である」と締め括った。委員会とヒル・アンド・ノウルトンとの特別な関係については強く否定、「委員会活動は、いかなる法律事務所や広告業者とも関係は無い」と断言している。
なお、後にマッカーサーはニューヨーク・タイムズへ宛てた手紙の中で証言を撤回していたことを指摘。

### サバー大使
大使は自分の娘が暴虐を目撃したのは確かで、クウェートにいた事も現地のアメリカ大使館が証明していると述べた。また、「私や私達が嘘をついたり誇張したがっていると言うのなら、自分の娘をだしにせず他人を買収する方が早い」と批判した。

## 調査

### ミドルイーストウォッチ
1992年、人権擁護団体ミドルイーストウォッチが保育器の件について調査結果を公表。それによると、「イラク軍が病院を標的にしたのは確かだが、保育器を奪い新生児を床に放置し死なせたのは事実ではなく、戦争プロパガンダに過ぎない。話自体は国外の人間が捏造したものであった」という。また、ナイラが保育器の件を目撃したと主張する病院の医師にもインタビューを行った結果、「数十台の保育器はあるけれども、イラク軍が奪った保育器は無いし、新生児が取り出されてもいない」とインデペンデントが報じた。

### アムネスティ・インターナショナル
当初は証言を支持していたが、後に撤回を表明。「イラク軍が保育器から新生児を取り出し死に至らしめたとする確たる証拠は無い事が分かった」と述べている。

### クロール報告
クウェート政府は報道について異議を挟んでいないものの、こうした主張に応えるべく危機管理会社のクロール社を雇い保育器の件について調査を実施。調査は9週間にも及び、250回以上のインタビューを行った。ナイラにもインタビューしたが、元の証言は実際のものと大きく異なる事が発覚した。新生児が保育器外にいるのを目撃したのは「ほんの一瞬」、しかも1名だけ。病院でボランティアをした事すら無く、実際には「数分間立ち寄っただけ」とも発言。ヒル・アンド・ノウルトンのスポークスマンであるトム・ロスは、「弁明」として「保育器の話は存在し、ナイラはその目撃者であった」としている。

### テレビ
20/20(ABC)や60 Minutes(CBS)は証言に関し調査報道を放映した。

## 批判
イラクによる暴虐という誤った、あるいは誇張された話を広めることとなったキャンペーンについて手厳しい批判を受けたが、とりわけラントスは情報を隠匿した事で非難を浴びた。シカゴトリビューンに至っては証言自体「嘘」と断じており、単なる広報に過ぎないとの見方が一般的である。

## その後
湾岸戦争終結後、ロイターはイラクが「保育器2台など、クウェートから盗まれたトラック98台分の医療設備」を返却したと報道。しかし、クウェートの医療機関関係者は、「イラクは誤って保育器を返却したかもしれないのではないか」としている。また、ナイラの素性が発覚すると、情報隠匿に対する反発が巻き起こった。

## 学問的評価
ナイラ証言の内容や広まった経緯、効果や目的が数多くの広報研究の対象となった。フランス・H・ファン・エーメレンは『議論における戦略的操作』の中で、「議論に伴う身体的メッセージは余りに強烈なため、理性的な議論はほぼ不可能となる」と論じた上で、ナイラ証言を「感情に訴えかける議論」に過ぎないとした。
論文『ヒル・アンド・ノウルトンの場合-論争の概要』の中で、著者のスザンヌ・A・ロシュワルブは、ヒル・アンド・ノウルトンがイギリスの企業であるとして、「（クウェートの通貨であるディナールの価値が無くなれば財政破綻の可能性がある、といったような）イギリスの関心は、ヒル・アンド・ノウルトンの取り組みにどのような影響を与えたのか」と論じた。
また、テッド・ロウズはウォーターゲート事件に準え、『クウェートゲート-イラク軍兵士によるクウェートの新生児殺害は誇張された』という記事をワシントンマンスリーに寄稿。その中で、「ヒル・アンド・ノウルトンによる作り話に乗せられた殆どの記者は、ナイラ証言がろくに検証もされず広まった際、話を無かった事にするのを好んだようだ」と記している。
このほか、『第二の戦線-湾岸戦争における検閲とプロパガンダ』を著したジョン・R・ マッカーサーは、「当時、外国政府によりアメリカ国内で行われた、最も洗練された高価な広報キャンペーンであった」と述べた。

## ナイラ証言を題材とした作品
2002年、HBOが映画『ライブ・フロム・バグダッド 湾岸戦争最前線』を公開。真偽を決定しようとした登場人物が少なからずいたものの、結論を出せずに終わっている。なお、エンドロールにおいて、保育器の話は決して実証されていない旨のコメントが添えられている。